# Kuprine, Simferopol
Kuprine (în ucraineană Купріне) este un sat în comuna Șîroke din raionul Simferopol, Republica Autonomă Crimeea, Ucraina.

## Demografie
Componența lingvistică a localității Kuprine
     Tătară crimeeană (42,35%)
     Rusă (35,23%)
     Ucraineană (21,35%)
     Alte limbi (0,36%)
Conform recensământului din 2001, nu exista o limbă vorbită de majoritatea populației, aceasta fiind compusă din vorbitori de tătară crimeeană (42,35%), rusă (35,23%) și ucraineană (21,35%).